# Paul Ladmirault

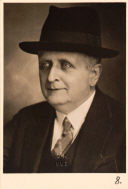
P. Ladmirault

Paul Emil Ladmirault (* 8. Dezember 1877 in Nantes; † 30. Oktober 1944 in Camoël) war ein
französischer Komponist.

## Leben und Wirken
Paul Ladmirault besuchte das Konservatorium von Nantes und gewann hier sechzehnjährig den ersten Preis im Fach Harmonielehre. Im gleichen Jahr wurde in seiner Heimatstadt seine erste Oper  Gilles de Retz mit großem Erfolg uraufgeführt.
Am Pariser Konservatorium studierte er ab 1895 Kontrapunkt und Fuge bei André Gédalge und von 1897 bis 1904 Komposition bei Gabriel Fauré. Er instrumentierte Werke seines Lehrers und fand schnell die Anerkennung seiner berühmten Kollegen Maurice Ravel und Claude Debussy. Auf Vermittlung des letzteren wurde er Mitglied der Société Nationale de Musique, die 1903 seinen Chœur des Âmes de la Forêt aufführte.
1909 fand im Le Châtelet unter Leitung von Gabriel Pierné die Uraufführung der sinfonischen Dichtung Brocéliande au Matin statt, die ebenso wie die Suite Bretonne von 1903 auf musikalischem Material aus seiner nie aufgeführten Oper Myrdhin (Merlin) beruht.
Während des Ersten Weltkrieges war Ladmirault viereinhalb Jahre lang Soldat, danach zog er sich nach Kerbili en Camoel zurück und wirkte ab 1920 als Professor für Harmonielehre, Kontrapunkt und Komposition am Konservatorium von Nantes. Zur gleichen Zeit begann er als Musikkritiker für die Zeitschrift Chanteclair zu schreiben.
1918 vollendete er die Schauspielmusik zu Le Roman de Tristan (nach Joseph Bédier), die 1919 in Nizza und im Thêátre Sarah Bernhardt uraufgeführt wurde. 1920 dirigierte Rhené-Baton bei den Concerts Pasdeloup die Rapsodie Gaélique. Ladmirault setzte sich für eine kulturelle Autonomie der Bretagne ein und wurde als einer der ersten Komponisten Mitglied der Gruppe Seiz Breur, später folgten ihm u. a. Georges Arnoux und Paul Le Flem.
Ladmiraults größter Erfolg wurde die Aufführung seiner sinfonischen Dichtung En Forêt durch das Pariser Sinfonieorchester 1932 unter Leitung von Eugène Bigot. Die Presse feierte die Komposition als sein bestes Werk. Um dieselbe Zeit entstand auch sein großes Streichquartett.
1933 komponierte er sieben Klavierstücke unter dem Titel Les mémoires d'une âne, kurz darauf entstand eine Violinsonate, die er seinem Freund Georges Enesco widmete; dieser spielte die Uraufführung 1934. Weitere Sonaten widmete er zwei Kollegen am Konservatorium von Nantes: dem Cellisten Robert Laffra und dem Klarinettisten Victor Graf.
Nach seiner Hinwendung zum Christentum komponierte Ladmirault anlässlich der Ordination seines Sohnes Daniel im Alter von sechzig Jahren sein einziges bedeutendes kirchenmusikalisches Werk, die Missa breve.

## Werke
- Gilles de Retz, Oper, 1893
- Valse triste pour piano et orchestre, 1901
- Suite bretonne, 1903
- Suite bretonne, 1905
- Brocéliande au matin, sinfonische Dichtung, 1909
- Rapsodie Gaélique, 1909
- En Forêt, sinfonische Dichtung, 1913
- La Prêtresse de Korydwenn, Ballett, 1917
- Myrdhin, Oper, 1921
- La Brière, sinfonische Dichtung, 1925
- Glycères, Operette, 1928
- Tristan et Iseult, Schauspielmusik, 1929
- Sonate pour violon et piano, 1931
- Quintette à cordes, 1933
- Quatuor à cordes 1933
- Sonate pour violoncelle et piano, 1939
- Messe brève pour chœur et orgue, 1939
- Sonate pour clarinette et piano, 1942
- La Jeunesse de Cervantès für Orchester
- Symphonie en Ut